# ƍ
Cette page contient des caractères spéciaux ou non latins. S’ils s’affichent mal (▯, ?, etc.), consultez la page d’aide Unicode.
La lettre ƍ (minuscule sans forme majuscule), appelée delta culbuté, est un symbole phonétique qui était utilisé dans l’alphabet phonétique international.

## Utilisation

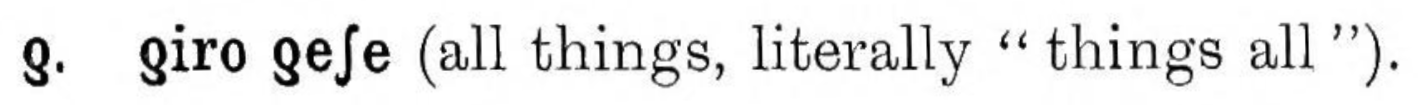
Exemple de transcription de mots ndau, [ƍiro ƍeʃe] (ciro ceshe), avec ƍ dans Jones 1911.

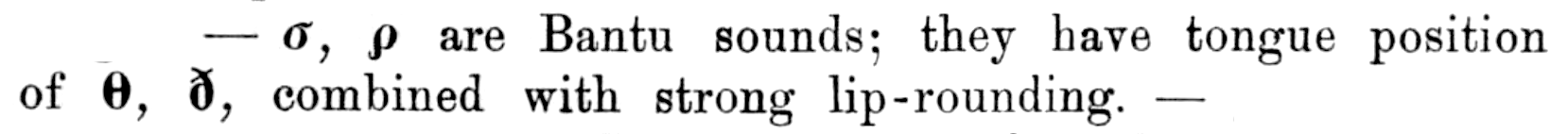
σ et ƍ dans The principles of the International Phonetic Association, 1912.
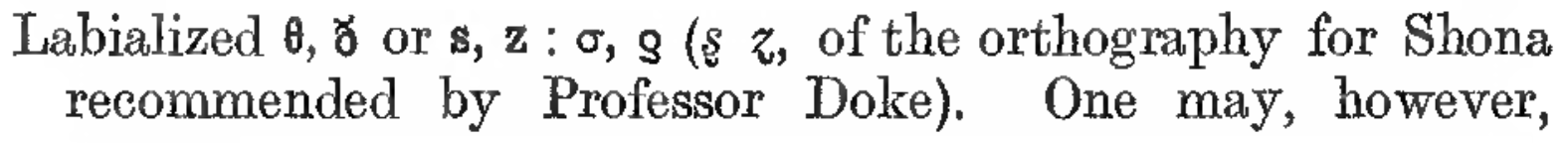
σ et ƍ dans The principles of the International Phonetic Association, 1949.

Dans l’alphabet phonétique international, delta culbuté [ƍ] a été utilisé pour représenter une consonne fricative dentale voisée labialisée,. Il a été proposé et adopté en 1911 après avoir été utilisé par Daniel Jones. Ce symbole, peu utilisé, est retiré de l’API en 1976 ; cette consonne pouvant être représentée par [ð̫] jusqu’en 1989 et depuis par [ðʷ].

## Représentation informatique
Cette lettre possède la représentation Unicode (Latin étendu B) suivante :
| formes    | représentations | chaînes de caractères | points de code | descriptions                          |
| --------- | --------------- | --------------------- | -------------- | ------------------------------------- |
| minuscule | ƍ               | ƍ                     | U+018D         | lettre minuscule latine delta culbuté |